# Boca Grande Key
Boca Grande Key é uma ilha das Florida Keys, na Flórida, Estados Unidos. Pertence administrativamente ao condado de Monroe. Situa-se dentro dos limites do Refúgio Nacional de Vida Silvestre de Key West (Key West National Wildlife Refuge).
É uma das ilhas periféricas das Keys da Flórida, sendo a maior  a mais ocidental das Mule Keys, a 15 km a oeste de Key West.